# Eva Marcille
Eva Marcille Sterling, ursprungligen Pigford, född 30 oktober 1984 i Los Angeles i Kalifornien, är en amerikansk fotomodell. Som fotomodell vann hon den tredje säsongen av programmet America's Next Top Model.
Eva Marcilles (då Pigford) familjesituation omgärdades i unga år av våld och brott. Men under dessa svåra år var familjen exakt det som de skulle vara, en familj. När hon var yngre blev hon kallad "Eva the Diva" av sina vänner och sin familj för sin diva-attityd. Eva flyttade till den amerikanska östkusten efter att ha gått ut high school och studerade vidare vid Clark Atlanta-universitetet. Hon sökte till TV-serien Top Model och lyckades vinna TV-tävlingen trots sin "korta" längd på 1,70 meter Medverkade lite i filmen "I think I love my wife". Men hon kan även dansa zumba och tävlade i Fear Factor.
Hon har en dotter från sitt tidigare förhållande med Kevin McCall. Hon och McCall gjorde slut under våren 2014. Hon gifte sig med advokaten Michael Sterling i oktober 2018. Paret har två söner.